# Lidian (köpinghuvudort i Kina, Jiangsu Sheng, lat 32,32, long 119,58)
Lidian (kinesiska: 李典, 李典镇) är en köpinghuvudort i Kina. Den ligger i provinsen Jiangsu, i den östra delen av landet, omkring 78 kilometer öster om provinshuvudstaden Nanjing. Antalet invånare är 44 965. Befolkningen består av 20 014 kvinnor och 24 951 män. Barn under 15 år utgör 7,0 %, vuxna 15-64 år 80 %, och äldre över 65 år 11,0 %.
Runt Lidian är det tätbefolkat, med 493 invånare per kvadratkilometer. Närmaste större samhälle är Yangzhou, 15,6 km nordväst om Lidian. Trakten runt Lidian består till största delen av jordbruksmark.
Genomsnittlig årsnederbörd är 1 302 millimeter. Den regnigaste månaden är juli, med i genomsnitt 255 mm nederbörd, och den torraste är januari, med 30 mm nederbörd.